# Mamma Ebe
Gigliola Ebe Giorgini, detta Mamma Ebe (Pian del Voglio, 17 marzo 1933 – Rimini, 6 agosto 2021), è stata una mistica e criminale italiana, fondatrice di una sorta di congregazione religiosa dal nome «Pia Unione di Gesù Misericordioso» e condannata a sette anni di reclusione, con sentenza del 2008, dal Tribunale di Forlì, per truffa ed esercizio abusivo della professione medica.
L'11 giugno 2010 venne di nuovo arrestata, insieme al marito e a un collaboratore con l'accusa di associazione a delinquere finalizzata all'esercizio abusivo della professione medica e alla truffa aggravata; vennero notificati anche altri 14 provvedimenti cautelari a carico di adepti e collaboratori della donna. Infine, il 16 marzo 2016, la Corte di cassazione confermò la sentenza definitiva alla pena di 6 anni di reclusione.

## Biografia
Fu soprannominata la "santona di Carpineta", dal nome della località in cui sorgeva la sua casa-tempio presso l'omonimo paese tra le colline romagnole di Cesena. Esercitò l'attività anche in un'altra delle sue dimore, presso San Baronto, frazione di Lamporecchio, in provincia di Pistoia.
La Pia Unione di Gesù Misericordioso operò nella zona di San Baronto, poi Borgo d'Ale in provincia di Vercelli e quindi Roma e Carpineta benché non fosse mai stata approvata o in altro modo riconosciuta dalle autorità della Chiesa cattolica, anzi il vescovo di Pistoia Simone Scatizzi, il 29 settembre 1982, dichiarava il «carattere non ecclesiale della Pia unione di Gesù misericordioso» e il 24 maggio 1985 pronunciava l'interdizione canonica, diffidando i credenti a prendere parte alle attività della «Pia unione» e proibendo ai sacerdoti di frequentare la Giorgini e di dare i sacramenti a lei e ai suoi adepti.
Mamma Ebe fu a più riprese posta sotto accusa dal 1980 al 1994: i suoi reati andavano dall'estorsione ad anziani malati con la promessa di una guarigione, alla persuasiva suggestione psicologica dei seguaci, spesso donne. 

### Morte
Mamma Ebe è morta a Rimini il 6 agosto 2021, all'età di 88 anni, a causa di una neoplasia.

## Nella cultura di massa
- La sua vita ispirò il film Mamma Ebe di Carlo Lizzani, che venne poi presentato alla Mostra del Cinema di Venezia nel 1985. Nella pellicola la donna è interpretata dall'attrice Berta D. Domínguez.

## Influenze nella musica
- Mamma Ebe fu tra le più significative fonti di ispirazione[8] per la creazione della più celebre composizione musicale del noto chitarrista metal e critico musicale anglo-italiano Richard Benson come da lui stesso confermato in più occasioni, ovvero Madre tortura, inserita nell'omonimo album solista pubblicato nel 1999.